# Lista de episódios de White Collar
White Collar é uma série de comédia e drama do canal USA Network, criada por Jeff Eastin, estrelando Matt Bomer como Neal Caffrey e Tim DeKay como Agente Especial Peter Burke. White Collar teve sua estreia em 23 de outubro de 2009. No Brasil, White Collar é exibido pela Fox Brasil, toda quinta-feira às 22h.

## Elenco
| Personagem | Personagem | Personagem | Personagem |
| ---------- | ---------- | ---------- | ---------- |
|            | Principal  |            | Recorrente |

| Personagem      | Ator/Atriz       | Cargo/Ocupação                                                                    | Temporada | Temporada | Temporada | Temporada | Temporada | Temporada |
| Personagem      | Ator/Atriz       | Cargo/Ocupação                                                                    | 1         | 2         | 3         | 4         | 5         | 6         |
| --------------- | ---------------- | --------------------------------------------------------------------------------- | --------- | --------- | --------- | --------- | --------- | --------- |
| Neal Caffrey    | Matt Bomer       | Vigarista Ex-Condenado; Consultor da Unidade de Crimes do Colarinho Branco do FBI |           |           |           |           |           | —         |
| Peter Burke     | Tim DeKay        | Agente Especial Senior, Chefe da Unidade de Crimes do Colarinho Branco do FBI     |           |           |           |           |           | —         |
| Mozzie          | Willie Garson    | Vigarista, Melhor Amigo do Neal                                                   |           |           |           |           |           | —         |
| Elizabeth Burke | Tiffani Thiessen | Esposa do Peter - Planejadora de Eventos                                          |           |           |           |           |           | —         |
| Lauren Cruz     | Natalie Morales  | Agente Especial da Unidade de Crimes do colarinho Branco do FBI                   |           | —         | —         | —         | —         | —         |
| Diana Berrigan  | Marsha Thomason  | Agente Especial da Unidade de Crimes do Colarinho Branco do FBI                   |           |           |           |           |           | —         |
| Clinton Jones   | Sharif Atkins    | Agente Especial da Unidade de Crimes do Colarinho Branco do FBI                   |           |           |           |           |           | —         |
| Sara Ellis      | Hilarie Burton   | Investigadora da empresa de seguros                                               | —         |           |           |           |           | —         |
| David Seigel    | Warren Kole      | Agente Especial do FBI (Novo responsável por Neal)                                | —         | —         | —         | —         |           | —         |

## Resumo da série
| Temporada | Temporada | Episódios | Exibição original | Exibição original     | Exibição original       |
| Temporada | Temporada | Episódios | Ano               | Estreia da temporada  | Final da temporada      |
| --------- | --------- | --------- | ----------------- | --------------------- | ----------------------- |
|           | 1         | 14        | 2009–2010         | 23 de outubro de 2009 | 9 de maio de 2010       |
|           | 2         | 16        | 2010-2011         | 13 de julho de 2010   | 8 de março de 2011      |
|           | 3         | 16        | 2011-2012         | 7 de junho de 2011    | 28 de fevereiro de 2012 |
|           | 4         | 16        | 2012-2013         | 10 de julho de 2012   | 26 de fevereiro de 2013 |
|           | 5         | 13        | 2013-2014         | 17 de outubro de 2013 | 30 de janeiro de 2014   |
|           | 6         | 6         | 2014              | 6 de novembro de 2014 | 18 de dezembro de 2014  |

## Temporadas e Episódios

### 1ª temporada: 2009–2010
A primeira temporada começou dia 23 de outubro de 2009 e acabou dia 9 de março de 2010 com 14 episódios ao todo.
| Nº Série | Nº Temporada | Título                          | Estreia Original        |
| -------- | ------------ | ------------------------------- | ----------------------- |
| 1        | 1            | Pilot (Piloto)                  | 23 de outubro de 2009   |
| 2        | 2            | Threads (Por Um Fio)            | 20 de outubro de 2009   |
| 3        | 3            | Book of Hours (Livro das Horas) | 6 de novembro de 2009   |
| 4        | 4            | Flip of the Coin (Moedas)       | 13 de novembro de 2009  |
| 5        | 5            | The Portrait (O Retrato)        | 20 de novembro de 2009  |
| 6        | 6            | All In (Apostando Tudo)         | 27 de novembro de 2009  |
| 7        | 7            | Free Fall (Queda Livre)         | 4 de dezembro de 2009   |
| 8        | 8            | Hard Sell (Vendas Difíceis)     | 19 de janeiro de 2010   |
| 9        | 9            | Bad Judgment (Mau Julgamento)   | 26 de janeiro de 2010   |
| 10       | 10           | "Vital Signs (Sinais Vitais)    | 2 de fevereiro de 2010  |
| 11       | 11           | Home Invasion (Invasão do Lar)  | 9 de fevereiro de 2010  |
| 12       | 12           | Bottlenecked (No Gargalo)       | 23 de fevereiro de 2010 |
| 13       | 13           | Front Man (Homem de Frente)     | 2 de março de 2010      |
| 14       | 14           | Out of the Box (Fora da Caixa)  | 9 de março de 2010      |

### 2ª temporada: 2010–2011
A segunda temporada começou dia 12 de julho de 2010 e acabou dia 8 de março de 2011 com 16 episódios ao todo.
| Nº Série | Nº Temporada | Título                                          | Estreia Original        |
| -------- | ------------ | ----------------------------------------------- | ----------------------- |
| 15       | 1            | Withdrawal (A Retirada)                         | 13 de julho de 2010     |
| 16       | 2            | Need to Know (Preciso Saber)                    | 20 de julho de 2010     |
| 17       | 3            | Copycat Caffrey (O Imitador do Caffrey)         | 27 de julho de 2010     |
| 18       | 4            | By the Book (Conforme as Regras)                | 3 de agosto de 2010     |
| 19       | 5            | Unfinished Business (Negócios Inacabados)       | 10 de agosto de 2010    |
| 20       | 6            | In the Red (Na Linha Vermelha)                  | 17 de agosto de 2010    |
| 21       | 7            | Prisoner's Dilemma (Dilemas do Prisionerio)     | 24 de agosto de 2010    |
| 22       | 8            | Company Man (Homem da Companhia)                | 31 de agosto de 2010    |
| 23       | 9            | Point Blank (Ponto em Branco)                   | 7 de setembro de 2010   |
| 24       | 10           | "Burke's Seven (Os Sete do Burke)               | 18 de janeiro de 2011   |
| 25       | 11           | Forging Bonds (Laços Forjados)                  | 25 de janeiro de 2011   |
| 26       | 12           | What Happens in Burma (O Que Houve na Birmânia) | 1 de fevereiro de 2011  |
| 27       | 13           | Countermeasures (Ao Contrário)                  | 8 de fevereiro de 2011  |
| 28       | 14           | Payback (Vingança)                              | 22 de fevereiro de 2011 |
| 29       | 15           | Power Play (Jogo de Poder)                      | 1 de março de 2011      |
| 30       | 16           | Under the Radar (Fora do Radar)                 | 8 de março de 2011      |

### 3ª temporada: 2011–2012
A terceira temporada começou dia 7 de junho de 2011 e em 9 de agosto de 2011 deu uma pausa após o  Décimo (10) Episódio, retornou no inverno americano em 17 de janeiro de 2012 com mais seis (6) episódios inéditos e terminou em 28 de fevereiro de 2012 com o total de 16 episódios.
| Nº Série | Nº Temporada | Título                                                | Estreia Original        |
| -------- | ------------ | ----------------------------------------------------- | ----------------------- |
| 31       | 01           | "On Guard" (Em Guarda)                                | 7 de junho de 2011      |
| 32       | 02           | "Where There's a Will" (Onde há uma Vontade)          | 14 de junho de 2011     |
| 33       | 03           | "Deadline" (Prazo Final)                              | 21 de junho de 2011     |
| 34       | 04           | "The Dentist of Detroit" (O Dentista de Detroit)      | 28 de junho de 2011     |
| 35       | 05           | "Veiled Threat" (Ameaça Velada)                       | 5 de julho de 2011      |
| 36       | 06           | "Scott Free" (Scott Livre)                            | 12 de julho de 2011     |
| 37       | 07           | "Taking Account" (Levando em conta)                   | 19 de julho de 2011     |
| 38       | 08           | "As You Here" (Como, Você aqui)                       | 26 de julho de 2011     |
| 39       | 09           | "On The Fence" (Sobre a cerca/Em cima do muro)        | 2 de agosto de 2011     |
| 40       | 10           | "Countdown" (Contagem Regressiva)                     | 9 de agosto de 2011     |
| 41       | 11           | "Checkmate"                                           | 17 de janeiro de 2012   |
| 42       | 12           | "Upper West Side Story" (História de Upper West Side) | 24 de janeiro de 2012   |
| 43       | 13           | "Neighborhood Watch" (Vigia do Bairro)                | 31 de janeiro de 2012   |
| 44       | 14           | Pulling Strings" (Puxando as Cordas)                  | 7 de fevereiro de 2012  |
| 45       | 15           | "Stealing Home" (Roubando em Casa)                    | 21 de fevereiro de 2012 |
| 46       | 16           | "Judgment Day" (Dia do Julgamento)                    | 28 de fevereiro de 2012 |

### 4ª temporada: 2012–2013
A quarta temporada começou no dia 10 de julho de 2012 com o total de 16 episódios.
| Nº Série | Nº Temporada | Título                                          | Estreia Original        |
| -------- | ------------ | ----------------------------------------------- | ----------------------- |
| 47       | 01           | Wanted (Procurado)                              | 10 de julho de 2012     |
| 48       | 02           | Most Wanted (O Mais Procurado)                  | 17 de julho de 2012     |
| 49       | 03           | Diminishing Returns (Retornos Decrescentes)     | 24 de julho de 2012     |
| 50       | 04           | Parting Shots (Tiros de Partida)                | 31 de julho de 2012     |
| 51       | 05           | Honor Among Thieves (Honra Entre Ladrões)       | 14 de agosto de 2012    |
| 52       | 06           | Identity Crisis (Crise de Identidade)           | 21 de agosto de 2012    |
| 53       | 07           | Compromising Positions (Posição Comprometedora) | 28 de agosto de 2012    |
| 54       | 08           | Ancient History (História Antiga)               | 4 de setembro de 2012   |
| 55       | 09           | Gloves Off (Sem luvas)                          | 11 de setembro de 2012  |
| 56       | 10           | Vested Interest (Interesse Pessoal)             | 18 de setembro de 2012  |
| 57       | 11           | Family Business (Negócios de Família)           | 22 de janeiro de 2013   |
| 58       | 12           | Brass Tracks (Faixas de Bronze)                 | 29 de janeiro de 2013   |
| 59       | 13           | Empire City (Cidade Imperial)                   | 5 de fevereiro de 2013  |
| 60       | 14           | Shoot the Moon (Atire na Lua)                   | 19 de fevereiro de 2013 |
| 61       | 15           | The Original (O Original)                       | 26 de fevereiro de 2013 |
| 62       | 16           | In the Wind (No vento)                          | 5 de março de 2013      |

### 5ª temporada 2013-2014
Em 25 de setembro de 2012 a USA Network renovou o contrato da série para uma 5ª temporada com 16 episódios e depois diminuiu para 13 episódios na temporada.
| Nº Série | Nº Temporada | Título                  | Estreia Original       |
| -------- | ------------ | ----------------------- | ---------------------- |
| 63       | 01           | At What Price           | 17 de outubro de 2013  |
| 64       | 02           | Out of the Frying Pan   | 24 de outubro de 2013  |
| 65       | 03           | One Last Stakeout       | 31 de outubro de 2013  |
| 66       | 04           | Controlling Interst     | 7 de novembro de 2013  |
| 67       | 05           | Master Plan             | 14 de novembro de 2013 |
| 68       | 06           | Ice Breaker             | 21 de novembro de 2013 |
| 69       | 07           | Quantico Closure        | 5 de dezembro de 2013  |
| 70       | 08           | Digging Deeper          | 12 de dezembro de 2013 |
| 71       | 09           | No Good Deed            | 19 de dezembro de 2013 |
| 72       | 10           | Live Feed               | 9 de janeiro de 2014   |
| 73       | 11           | Shout Through The Heart | 16 de janeiro de 2014  |
| 74       | 12           | Taking Stock            | 23 de janeiro de 2014  |
| 75       | 13           | Diamond Exchange        | 30 de janeiro de 2014  |

### 6ª temporada 2014
Em 21 de março de 2014, a USA Network renovou a série para sua sexta e última temporada esta contendo os 6 episódios finais da Série. Premiere da 6ª temporada previsto para Quinta Feira 6 de novembro de 2014 as 9:00/8:00c (horário dos EUA)
| Nº Série | Nº Temporada | Título                 | Estreia Original       |
| -------- | ------------ | ---------------------- | ---------------------- |
| 76       | 01           | Borrowed Time          | 6 de novembro de 2014  |
| 77       | 02           | Return to Sender       | 13 de novembro de 2014 |
| 78       | 03           | Uncontrolled Variables | 20 de novembro de 2014 |
| 79       | 04           | All is Fair            | 4 de dezembro de 2014  |
| 80       | 05           | Whack a Mole           | 11 de dezembro de 2014 |
| 81       | 06           | Au Revoir              | 18 de dezembro de 2014 |